# Charcik włoski
Charcik włoski – rasa psa zaliczana do grupy chartów, powstała w starożytności, użytkowana jako pies myśliwski, wyścigowy i pies do towarzystwa. Nie podlega próbom pracy.

## Rys historyczny
Psy o budowie charcika włoskiego znane były już w epoce brązu. Rasa pochodzi z północnej Afryki, gdzie była hodowana już w starożytności. W V wieku p.n.e. trafiła do Włoch. W XVIII wieku hodowle tej rasy przeżywały swój progres we Włoszech, Niemczech, Anglii i Francji.

## Klasyfikacja
W klasyfikacji FCI rasa ta została zaliczona do grupy X – charty, sekcja chartów krótkowłosych. Zgodnie z klasyfikacją amerykańską, należy do grupy psów ozdobnych i do towarzystwa.

## Wygląd

### Budowa
- głowa: smukła
- oczy: duże
- uszy: cienkie, smukłe, klapnięte
- tułów: smukły, sylwetka kwadratowa
- ogon: cienki, długi

### Szata i umaszczenie
Sierść krótka, delikatna; umaszczenie jednolite, czarne, szare, błękitne lub płowe („izabelowate”); białe znaczenia dopuszczalne jedynie na piersi i na palcach.

## Zachowanie i charakter
Inteligentne, łagodne, wesołe i aktywne. Żyją w zgodzie z innymi domownikami, do których są bardzo przywiązane. Potrzebują kontaktu z człowiekiem, dobrze dogadują się z innymi psami oraz kotami. Nadają się do hodowania w stadzie.

## Użytkowość
Jest wykorzystywany jako pies do towarzystwa, a także jako pies myśliwski i wyścigowy. Poluje kierując się wzrokiem.

## Zdrowie i pielęgnacja
Nie wymaga większych zabiegów; uwagę należy zwrócić na higienę uzębienia (stosunkowo często występuje kamień nazębny). Ułożenie pod warunkiem konsekwencji nie jest trudne. Rasa aktywna, wymaga ruchu.